# Anton LaVey
Anton Szandor Lavey (n. 11 aprilie 1930, Chicago, Illinois, SUA – d. 29 octombrie 1997, California, SUA) a fost un autor, muzician și ocultist american, fondator al cultului „Biserica lui Satan”.

## Viață
Anton Szandor LaVey se trage din mai multe naționalități, având strămoși de naționalitate evreiască, georgiană, africană, maghiară, incluzând și o țigancă din Transilvania.
Încă de la vârsta de 5 ani s-a apucat să citească cărți precum Frankenstein de Mary Shelly și Dracula de Bram Stoker.
La vârsta de 15 ani, plictisit de școală, s-a decis să fugă de acasă.
A intrat într-o trupă de circ ca băiat de cușcă. Mai exact, hrănea leii și tigrii.
O antrenoare pe nume Betty a observat calitățile lui și l-a făcut asistent de antrenare.
"Posedat" încă din copilărie de pasiunea pentru artă și cultură, a început să simtă că locul lui nu era în circ. A început să învețe singur să cânte la pian, după ureche.
Când LaVey a împlinit 18 ani, a plecat de la circ si s-a alăturat unui carnaval, ca magician asistent. A învățat hipnoză și a studiat despre ocult.
LaVey nu își imagina, dar el era pe cale să pună bazele unei religii care să lupte împotriva creștinismului și a iudaismului.
Acesta era rolul lui Anton Szandor LaVey in secolul XX.
Anton LaVey s-a însurat in anul 1951 la vârsta de 21 de ani. A părăsit lumea carnavalului pentru a-și construi o cariera si un scop in viață.
A lucrat ca fotograf la criminalistica in Departamentul de Politie San Francisco. Acest lucru l-a ajutat să-și creeze ideile sale. El spunea: "Am văzut cea mai sângeroasă și mai grotească parte a omului".
Oameni împușcați, tăiați de proprii lor prieteni, copii împrăștiați pe șosea în urma accidentelor, etc.
A fost dezgustător si deprimant.
Atunci m-am întrebat: "Unde e Dumnezeu?" Am început sa detest atitudinea oamenilor cu privire la violență și care aveau aceeași zicala: "Așa a vrut Dumnezeu!"
După 3 ani a părăsit criminalistica și s-a apucat iar de cântat la clape.
O dată pe săptămână ținea ședințe despre vise, vampiri, vârcolaci, magie etc.
A atras mulți oameni, care erau cunoscuți în artă, știință sau din lumea afacerilor.
Probabil un cerc magic a evoluat din acest grup.
În ultima noapte din aprilie 1966 de Walpurgisnacht, cel mai important festival de magie si vrăjitorie, LaVey a anunțat formarea Bisericii lui Satan, care mai târziu avea sa fie cunoscută în toata lumea.
LaVey a explicat care a fost motivul care a întemeiat această biserică "Am vrut să adun cât mai mulți indivizi, pentru a avea o putere cât mai mare, cu scopul de a invoca forța neagră a naturii, care e numit
Satana".
A devenit și mai cunoscut când a avut curajul să zică în public "Dumnezeu e mort!".
Un an mai târziu, în 1967, biserica satanistă s-a extins și peste Pacific până în Tokyo și peste Atlantic până la Paris.
Astfel, LaVey a ajuns să aibă milioane de membri în toată lumea care există și astăzi, după moartea lui. 
Anton Szandor LaVey a murit la data de 29 octombrie 1997 la vârsta de 67 de ani.

## Cărți scrise de LaVey
- The Satanic Bible (1969)
- The Satanic Rituals (1972)
- The Satanic Witch (1989)
- The Devil's Notebook (1992)
- Satan Speaks! (1998)

## Filme cu LaVey
- Speak of the Devil: The Canon of Anton LaVey,  documentar regizat de Nick Bougas.
- Death Scenes, un film mondo regizat de Nick Bougas.
- Invocation of My Demon Brother, regizat de Kenneth Anger.
- The Devil's Rain, regizat de Robert Fuest.
- Iconoclast, regizat de Larry Wessel.
- An American Satan, regizat de Aram Garriga.